# Сульфозин
Сульфози́н (англ. sulfozinum) — взвесь возгоночной серы в персиковом, оливковом и др. масле. При внутримышечном введении вызывает пирогенную реакцию (повышение температуры тела). Препарат применялся для пиротерапии при шизофрении и сифилисе, впоследствии он был заменён пирогеналом.
Сульфозин применялся преимущественно в СССР, на Западе он считается не имеющим терапевтической ценности.

## Общая информация
В 1989 году был принят Приказ Минздрава СССР от 15.08.1989 № 470 «О согласии на применение сульфозина и шоковых методов лечения», ограничивающий применение сульфозина, атропиновых ком и других шоковых методов без письменного согласия больных или их законных представителей. Кроме того, требовалось решение комиссии врачей при условии, что другие методы неэффективны. Хотя приказ лишь ограничивал использование сульфозина, ИКТ, АКТ, ЭСТ, после его выхода в свет он трактовался исключительно как запрещающий применение сульфозина. Приказ действует по настоящее время.
Кроме того, в соответствии с частью 1 статьи 13 ФЗ от 12.04.2010 №61-ФЗ «Об обращении лекарственных средств» в Российской Федерации допускаются производство, изготовление, хранение, перевозка, ввоз в РФ, вывоз из РФ, реклама, отпуск, реализация, передача, применение, уничтожение лекарственных препаратов, если они зарегистрированы соответствующим уполномоченным федеральным органов исполнительной власти. Лекарственное средство с наименованием «сульфозин» в государственный реестр лекарственных препаратов для медицинского применения, размещённый на официальном сайте Министерства здравоохранения РФ, не включено. Следовательно, это средство не может быть включено в действующие стандарты медицинской помощи.

## Способ применения и дозы
Сульфозин вводился внутримышечно в дозах от 0,5 мл до 12,0 мл с интервалами в 1—3 дня, каждая следующая инъекция только после снижения температуры тела до нормальной. Для усиления действия серы параллельно проводилась аутогемотерапия 3,0—10,0 — в дни наивысшего подъёма температуры.
Для уменьшения болезненности рекомендовалось предварительно ввести 1—2 мл 2% раствора новокаина.
В непрофессиональных кругах существует убеждение, что «для усмирения буйных пациентов» применяется или применялся так называемый «сульфозиновый крест», под которым понимаются либо «четыре укола в сутки» либо «инъекции сульфозина под обе лопатки и в обе ягодицы».

## Негативные аспекты применения
Болезненность, инфильтраты в месте введения. Негативное отношение пациентов, воспринимающих сульфозин как «карательный» препарат.
Сульфозин применялся, в частности, и к политическим инакомыслящим, принудительно помещавшимся в психиатрические больницы в советское время. Диссидент Владимир Буковский в описании своего пребывания в психиатрической больнице рассказывает о применении уколов сульфозина как одного из средств наказания, считавшегося «лечением возбудившихся»: «Это средство вызывало сильнейшую боль и лихорадку, температура поднималась до 40–41 °С и продолжалась два-три дня». Известный психиатр и правозащитник Семён Глузман, президент Ассоциации психиатров Украины, автор многих научных публикаций и член международных профессиональных организаций, утверждает, что такое использование сульфозина осуществлялось, «несмотря на отсутствие каких-либо серьёзных исследований, на биохимическом или электрофизиологическом уровне подтверждающих терапевтическую активность этого средства». В статье отмечается, что длительное применение сульфозина в качестве меры наказания приводило «к интенсивным мышечным болям, изматывающему, астенизирующему пирогенному эффекту».
Американские психиатры также подвергали сомнению эффективность сульфозина и, проанализировав практику его применения в советских психиатрических больницах, пришли к выводу, что он использовался скорее в карательных, чем в терапевтических целях; отмечали возникающую у пациентов при его применении «сильную боль, обездвиженность, высокую температуру и некроз мышц».
Хотя использование сульфозина объяснялось его положительным эффектом при лечении алкоголизма или при подготовке больных к новому курсу лечения антипсихотиками для содействия их эффекту, такая теория действия этого препарата существовала только в СССР.

## Форма выпуска лекарства
Флаконы со стерильным 1% раствором серы в персиковом масле (использовались также от 0,37% до 2%). В связи с тем, что готовый препарат мог храниться лишь в течение нескольких суток, фабричным способом он не производился, а изготавливался в больничной аптеке.